# Alaska Timbers
Alaska Timbers é um clube de futebol dos Estados Unidos, com sede na cidade de Anchorage, no Alasca. Atualmente disputa a United Premier Soccer League. Fundado em 2020, possui afiliação com o Portland Timbers (equipe da Major League Soccer) e o .Portland Thorns (da National Women's Soccer League, a liga de futebol feminino dos EUA).

## História
Em novembro de 2019, ocorreu a afiliação oficial de um time juvenil entre Portland Timbers e Anchorage Youth Soccer Club, que também tornou-se um dos 10 times afiliados nos estados de Washington, Idaho e Oregon, sendo ainda a primeira afiliação entre uma equipe profissional dos Estados Unidos e uma equipe do Alasca.
Em abril de 2020, o Portland Timbers anunciou que pretendia colocar um time afiliado para disputar a United Premier Soccer League, considerada o quinto nível na  pirâmide do futebol dos EUA
O primeiro jogo oficial do Alaska Timbers foi em junho do mesmo ano, contra o Arctic Rush, e venceu por 4 a 1 - o primeiro gol da nova equipe foi de Cole Fox. A campanha do time foi de 5 vitórias e um empate, obtendo o título da Last Frontier Division.
Em 2021, não repetiu o desempenho da temporada anterior, tendo empatado uma vez e sofrido 7 derrotas.